# Château de Combefort
Le château de Combefort est un ancien château fort du XIIIe siècle, remanié au XIXe siècle, qui se dresse sur la commune de Saint-Pierre-de-Soucy une commune française, dans le département de la Savoie en région Auvergne-Rhône-Alpes.

## Situation
Le château de Combefort est situé entre les hameaux de La Fontaine et de Pouille, sur le territoire de la commune de Saint-Pierre-de-Soucy, en Savoie.

## Histoire
Le château de Combefort est la possession des Mareschal de Montmélian, futurs barons de la Val d’Isère. Cette famille est citée dès 1190. En 1277, Humbert de Mareschal, premier seigneur de Combefort, vend le péage du pont de Montmélian au comte de Savoie.
En 1381, Aimon de Mareschal achète le château de Combefort des mains d’Humbert de Montmayeur. Jean IV, seigneur de Combefort, mort en 1565, descendant d' Aimon de Mareschal, est le premier à porter le titre de Mareschal-Duingt, baron de la Val d’Isère.
Jean-François, né en 1716, huitième et dernier comte de la Val d’Isère, seigneur de Combefort, vend le château, en 1740, à François-Philibert de Montfalcon, sauf la ferme de Montaillant achetée par l’avocat François Picollet de La Rochette, en 1760. À l'extinction de la famille de Montfalcon, Combefort passa, en 1785, au marquis de La Serraz, qui le revendit à Jules Vialet de Montbel, président du Sénat de Savoie, en 1826.
Le 26 mai 1937, la tour, qui avait été jusqu'en 1381 possession des Montmayeur, est incendiée par la foudre.

## Description
En 1826, le château de Combefort est pratiquement ruiné, et subit d’importantes modifications. Au XIXe siècle est refait le bâtiment d’habitation, le seul qui reste aujourd’hui. Ces restaurations furent financées par la vente, à la famille Roget, du château de Château Blanc.
Le château de Combefort est une propriété privée.